# スケッチズ・オブ・サティ (エリック・サティの風景)
『スケッチズ・オブ・サティ (エリック・サティの風景)』（原題：Sketches of Satie）は、イギリスのギタリスト、スティーヴ・ハケットが弟のジョン・ハケットと連名で2000年に発表したスタジオ・アルバム。

## 解説
フルートを始めた頃のジョンに大きな影響を与えた作曲家、エリック・サティの作品集で、兄スティーヴは2001年のインタビューで「本当はジョン・ハケットのソロ・アルバムとして出したかった」と語っている。収録曲のうち3曲はスティーヴの独奏だが、大部分の曲ではジョンのフルートの伴奏に徹した。なお、サティの曲はピアノを前提に作曲されており、スティーヴはハーモニーの再現度を高めるために、ギターの6弦を通常よりも低音のチューニングで演奏した。
Rob Caldwellはオールミュージックにおいて5点満点中3点を付け「心が休まり満たされていき、そして所々が印象に残るアルバム」と評している。

## 収録曲
全曲ともエリック・サティ作曲。
1. グノシェンヌ 第3番 "Gnossienne Nº 3" - 2:24
2. グノシェンヌ 第2番 "Gnossienne Nº 2" - 1:56
3. グノシェンヌ 第1番 "Gnossienne Nº 1" - 3:18
4. ジムノペディ 第3番 "Gymnopédie Nº 3" - 2:36
5. ジムノペディ 第2番 "Gymnopédie Nº 2" - 2:53
6. ジムノペディ 第1番 "Gymnopédie Nº 1" - 3:55
7. 逃げ出させる歌I "Pièces Froides Nº 1 (Airs à Faire Fuir I)" - 2:46
8. 逃げ出させる歌II "Pièces Froides Nº 1 (Airs à Faire Fuir II)" - 1:36
9. ゆがんだ踊り "Pièces Froides Nº 2 (Danse de Travers II)" - 2:05
10. 最後から2番目の思想〜第1曲 ドビュッシーへの牧歌 "Avant Dernières Pensées (Idylle à Debussy)" - 0:57
11. 最後から2番目の思想〜第2曲 デュカへの朝の歌 "Avant Dernières Pensées (Aubade à Paul Dukas)" - 1:11
12. 最後から2番目の思想〜第3曲 ルーセルへの瞑想 "Avant Dernières Pensées (Méditation à Albert Roussel)" - 0:54
13. グノシェンヌ 第4番 "Gnossienne Nº 4" - 2:41
14. グノシェンヌ 第5番 "Gnossienne Nº 5" - 3:20
15. グノシェンヌ 第6番 "Gnossienne Nº 6" - 1:41
16. ノクターン 第1番 "Nocturnes Nº 1" - 3:31
17. ノクターン 第2番 "Nocturnes Nº 2" - 2:14
18. ノクターン 第3番 "Nocturnes Nº 3" - 3:36
19. ノクターン 第4番 "Nocturnes Nº 4" - 2:50
20. ノクターン 第5番 "Nocturnes Nº 5" - 2:28

## 参加ミュージシャン
- スティーヴ・ハケット - クラシック・ギター
- ジョン・ハケット - フルート